# Wubei Zhi
Le Wubei Zhi (chinois : 武備志 ; pinyin : wǔbèi zhì ; litt. « Annales de la préparation au combat »), est le nom de deux ouvrages chinois.

## Le premierWubei Zhi: traité militaire

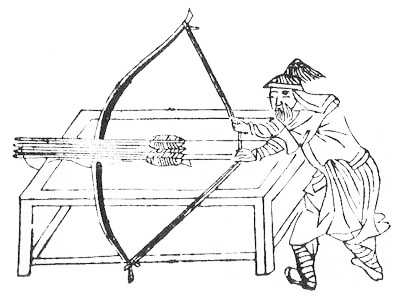
Illustration d'une arbalète dans le Wubei Zhi de Mao Yuanyi

Le Wubei Zhi, est un traité militaire chinois, publié en 1621 par Mao Yuanyi (茅元儀, 1594-1640?), un officier pendant la Dynastie Ming.
Ce Wubei Zhi est composé de quelque 80 volumes et 240 chapitres, soit plus de 200 000 caractères chinois, ce qui en fait le plus long texte de l'histoire chinoise concernant les affaires militaires.

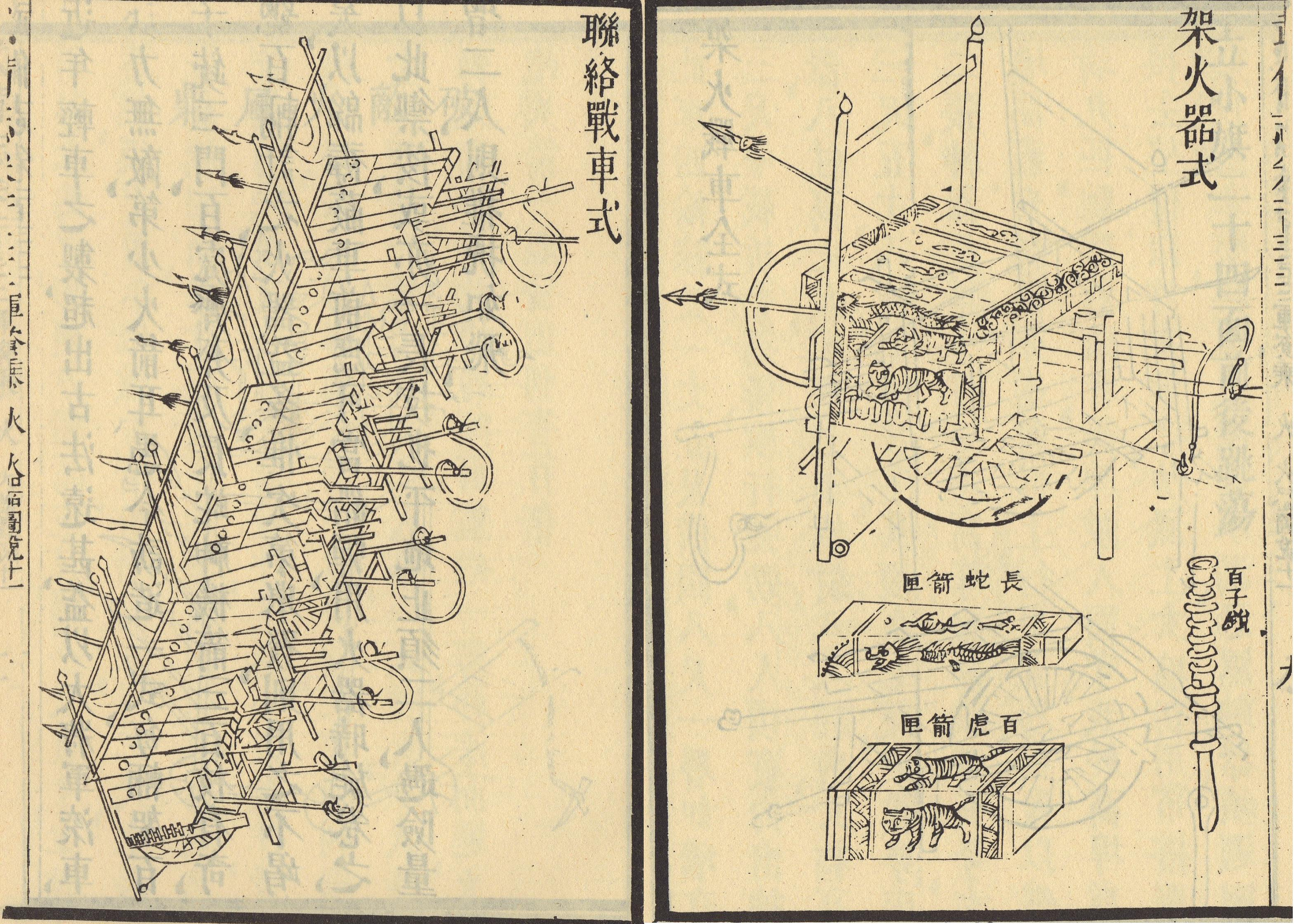
Lance-roquettes multiples (架火战车)

## Le secondWubei Zhi: compilation de textes d'arts martiaux
Un autre ouvrage chinois intitulé Wubei Zhi (ou Bubishi en japonais), traite des traditions de boxes de la province du Fujian, notamment des styles de la Grue Blanche de Yongchun et de la boxe des moines. Celui-ci date probablement du milieu ou de la fin de la Dynastie Qing (1644-1911), soit le XVIIIe ou XIXe siècle. Il contient des diagrammes anatomiques, des essais philosophiques, des stratégies de tactique défensive, et des poèmes. L'auteur de l'ouvrage n'est pas connu, et le livre est généralement considéré comme un ensemble de textes de diverses sources rassemblés par un auteur anonyme.
Cet ouvrage a eu une grande influence sur le karaté du Royaume de Ryūkyū, alors royaume indépendant, mais vassalisé par la Chine, créé par des Ryūkyūan se formant dans le Fujian, et devenu Okinawa, après son annexion par le Japon (en) à la fin du XIXe.